# École nationale supérieure d'électricité et de mécanique de Nancy
La École nationale supérieure d'électricité et de mécanique de Nancy (ENSEM) una escuela pública de ingeniería francesa creada en 1900.
La escuela ofrece un grado de ingeniería energética que permite elegir entre tres especialidades en el segundo y tercer año, cada una de ellas adscrita a un departamento:
- Energía de sistemas: departamento de mecánica;
- Energía eléctrica: departamento de ingeniería eléctrica;
- Energía de sistemas, información, energía: departamento de ingeniería de sistemas automatizados.[3]

Situada en Nancy, la ENSEM es miembro del Institut national polytechnique de Lorraine y de la Université de Lorraine.

## Graduados famosos
- Ari Shtérnfeld, un matemático e ingeniero de origen polaco naturalizado soviético
- Felix Zandman, un empresario nacido en Polonia y fundador de Vishay Intertechnology